# Kabaretowy Klub Dwójki
Kabaretowy Klub Dwójki – cykliczny program kabaretowy nagrywany w Studio Łęg w Krakowie. Był emitowany na antenie TVP2 w latach 2009–2012. Prowadzili go Robert Górski i Marcin Wójcik.
Od marca do czerwca 2009 roku w soboty w TVP2 emitowano Kanapowy Klub Kabaretowy, który był prowadzony przez tych samych prezenterów.
Premierowy odcinek został wyemitowany 26 września 2009 roku, a ostatni 9 grudnia 2012. Pierwszy sezon emitowany w soboty, natomiast drugi i kolejne – w niedziele.
Program wiosną 2013 r. został zastąpiony przez Dzięki Bogu już weekend, który był nadawany na żywo.

## Formuła programu
W każdym odcinku występowało kilka formacji kabaretowych lub kabareciarze w formie Stand-up, którzy prezentowali swoje skecze, piosenki i monologi odpowiadające tematowi danego odcinka. Ponadto co jakiś czas pokazywano przygotowane przez kabarety materiały filmowe, czasem cyklicznie (np. Pakamera profesora Fuschera Kabaretu Dno czy zwiastuny filmów kabaretu Limo).
Od drugiego sezonu stałym elementem każdego odcinka było Posiedzenie rządu – ukazana w satyryczny sposób praca polskiego rządu Donalda Tuska, w którym prócz Roberta Górskiego (jako Donald Tusk) i Marcina Wójcika (jako współpracownik Tuska) jako ministrowie rządu każdorazowo występowali goście zaproszeni do danego odcinka.
W 7. sezonie wystrój studia uległ zmianie, odrobinę zmieniła się również formuła programu. Każdy odcinek był pojedynkiem prowadzących i ich drużyn złożonych z zaproszonych gości na dany temat. Pojawiły się nowe elementy, takie jak talk-show „Jabar na żywo”, w którym poza prowadzącymi brały udział dwie zaproszone gwiazdy. W jego trakcie oprócz niedzielnego wydania emitowano również To nas śmieszy! Kabaretowy Klub Dwójki w czwartki o godzinie 20.35, jako uzupełnienie odcinka.

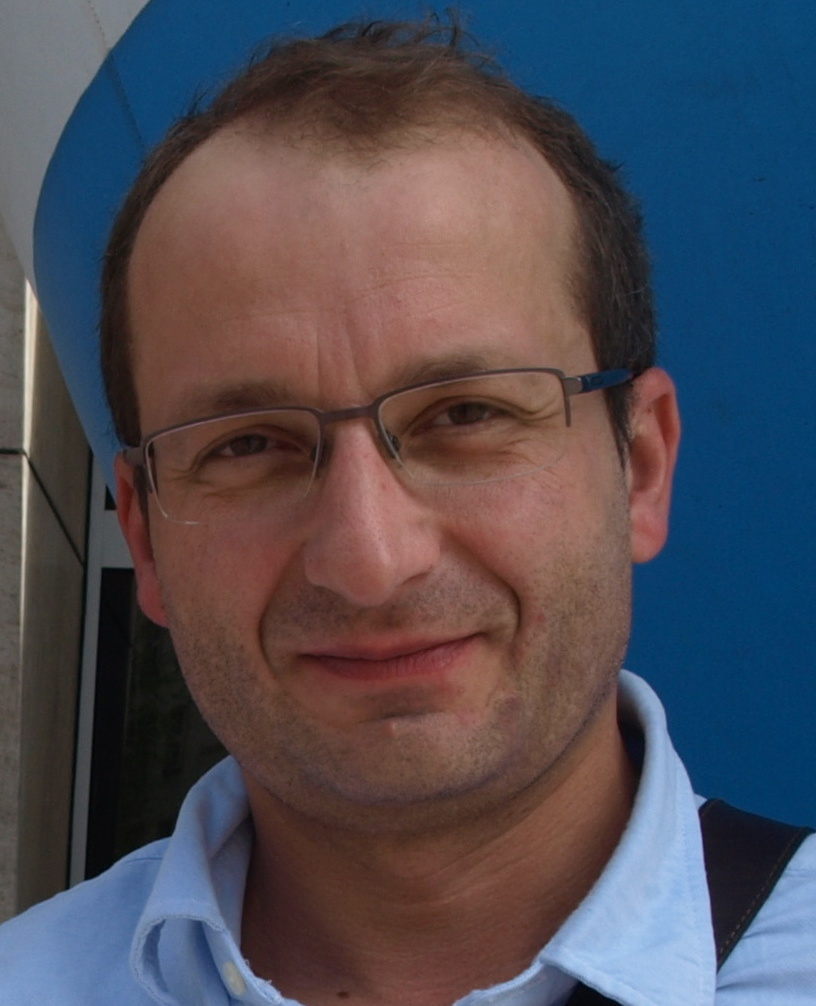
Robert Górski, współprowadzący program.

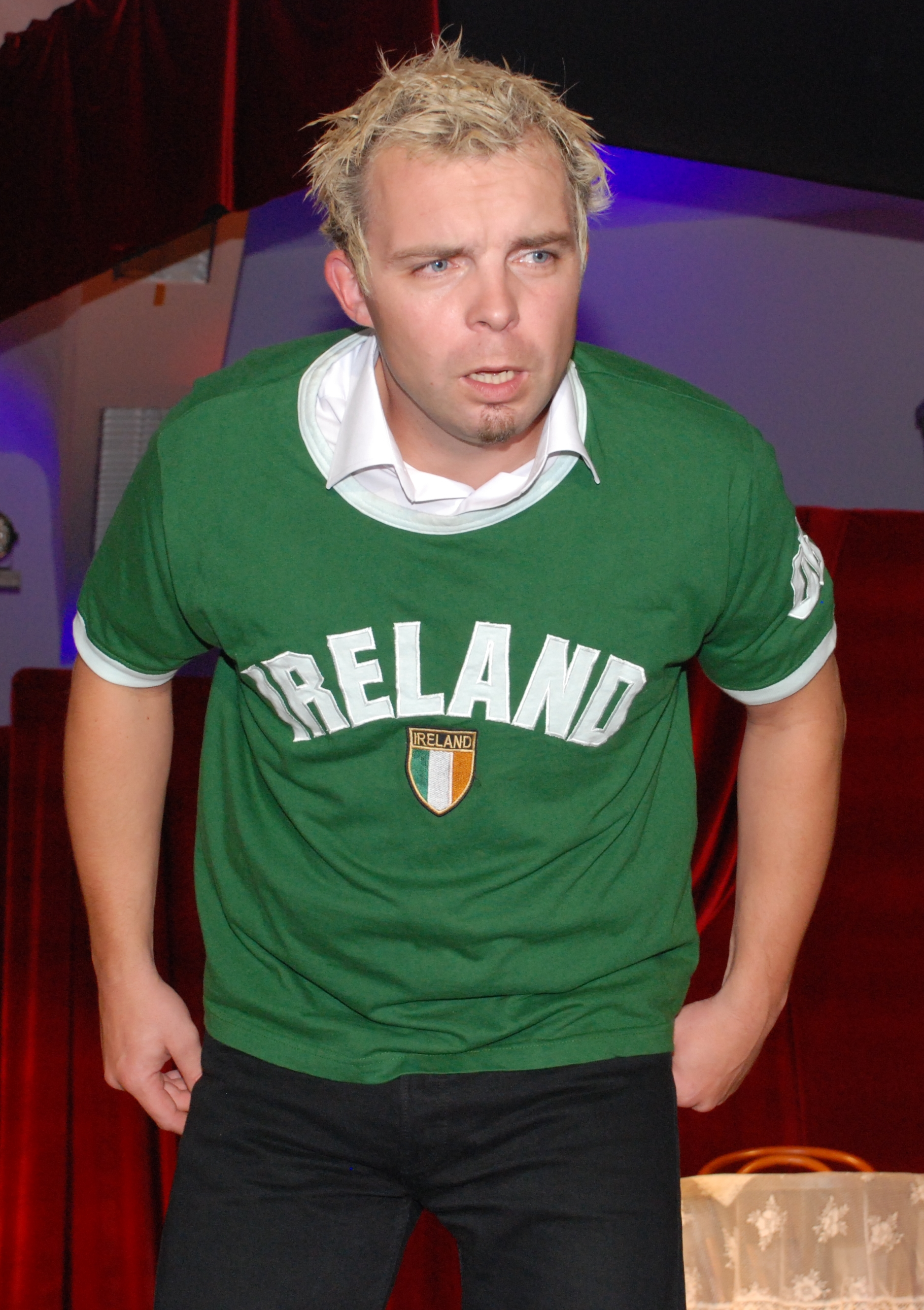
Marcin Wójcik, współprowadzący program.

## Spis serii
|  | Seria | Odcinki    | Pierwszy odcinek | Ostatni odcinek   | Sezon       | Emisja          |
|  | ----- | ---------- | ---------------- | ----------------- | ----------- | --------------- |
|  | 1     | 1–12 (12)  | 19 września 2009 | 19 grudnia 2009   | jesień 2009 | sobota 20.05    |
|  | 2     | 13–22 (10) | 7 marca 2010     | 9 maja 2010       | wiosna 2010 | niedziela 20.05 |
|  | 3     | 23–34 (12) | 19 września 2010 | 5 grudnia 2010    | jesień 2010 | niedziela 20.05 |
|  | 4     | 35–46 (12) | 6 marca 2011     | 22 maja 2011      | wiosna 2011 | niedziela 20.05 |
|  | 5     | 47–58 (12) | 11 września 2011 | 27 listopada 2011 | jesień 2011 | niedziela 20.05 |
|  | 6     | 59–70 (12) | 11 marca 2012    | 27 maja 2012      | wiosna 2012 | niedziela 20.05 |
|  | 7     | 71–82 (12) | 9 września 2012  | 9 grudnia 2012    | jesień 2012 | niedziela 19.05 |

## Kabaretowy Klub Dwójki na wakacjach w Szczecinie
W 2011 i 2012 roku odbyły się festiwale kabaretowe, będące suplementem Kabaretowego Klubu Dwójki. Emitowane były one na żywo z amfiteatru w Szczecinie. Każdy z nich był podzielony na 3 integralne części, trwające godzinę (20.05, 21.05, 22.05).

### Występujący goście
2 lipca 2011
- Kabaret Moralnego Niepokoju
- Kabaret Ani Mru-Mru
- Kabaret Czesuaf
- Kabaret Limo
- Kabaret Nowaki
- Kabaret Młodych Panów
- Kabaret Smile
- Kabaret Szarpanina
- Tercet, czyli kwartet
- Katarzyna Zielińska

7 lipca 2012
- Kabaret Moralnego Niepokoju
- Kabaret Ani Mru-Mru
- Kabaret Neo-Nówka z zespołem Żarówki
- Grupa MoCarta
- Kabaret Jurki
- Kabaret Smile
- Kabaret Szarpanina
- Damian Ukeje

Wszystkie powyższe grupy i osoby bardzo często zapraszane były do głównych wydań programu.
W 2013 i 2014 roku odbył się festiwal Wczasy z kabaretem, który nie był częścią KK2, gdyż emitowano wtedy Dzięki Bogu już weekend, natomiast wciąż prowadzili go „Góral” i „Jabbar” i również kręcony był w szczecińskim amfiteatrze.

## Nagrody
- 2010: Nagroda w Plebiscycie Telewidzów w kategorii Ulubiony program rozrywkowy na XI Festiwalu Dobrego Humoru
- 2011: Nagroda w Plebiscycie Telewidzów w kategorii Ulubiony program rozrywkowy na XII Festiwalu Dobrego Humoru
- 2012: Nagroda w Plebiscycie Telewidzów w kategorii Ulubiony program rozrywkowy na XIII Festiwalu Dobrego Humoru
- 2013: Telekamera Tele Tygodnia w kategorii Program rozrywkowy/teleturniej[4]